# Kasina Wielka (przystanek kolejowy)
Kasina Wielka – przystanek osobowy w Kasinie Wielkiej w województwie małopolskim w Polsce, do 11 grudnia 2005 stacja; leży na Turystycznym Szlaku Kolejowym Przez Karpaty. Była to najwyżej położona stacja na linii 104, usytuowana na zachodnim stoku Śnieżnicy.
Została otwarta w 1884 (budowa trwała od 1882), jako stacja austriackiej państwowej Galicyjskiej Kolei Transwersalnej, prowadzącej z Czadcy do Husiatyna. Dworzec jest obiektem murowanym, piętrowym, otynkowanym, który zachował swój oryginalny charakter. Na parterze znajdowała się kasa biletowa, poczekalnia, pomieszczenie dyżurnego ruchu i zawiadowcy. Na piętrze ulokowano mieszkania służbowe dla pracowników kolei.
Znajdujący się tu XIX-wieczny budynek dworcowy wielokrotnie stanowił scenerię dla filmów – m.in.: Karol. Człowiek, który został papieżem, Lista Schindlera, Boże skrawki, Szatan z siódmej klasy (wersja z 2006), Katyń, Piłsudski, Biała odwaga oraz serialu TVP Szpiedzy w Warszawie. Po remoncie (od 2015) znajdują się w nim pokoje gościnne i apartamenty do wynajęcia.
Do 2022 kursowały tu pociągi retro ze skansenu w Chabówce, które zostały zawieszone z uwagi na rozpoczętą modernizację linii.
Obok zlokalizowana jest Stacja Narciarska Śnieżnica w Kasinie Wielkiej z krzesełkowym wyciągiem narciarskim, na potrzeby której na terenie przystanku kolejowego w zimie tworzony jest parking dla samochodów.